# Gauthier VII Berthout
Pour les articles homonymes, voir Maison Berthout et Berthout.
Gauthier VII Berthout, décédé en 1288. Il est chevalier, seigneur de Malines. Il est fils aîné de Gauthier VI Berthout et de sa femme, Marie d'Auvergne, fille d’Adélaïde de Brabant, et de Guillaume X d'Auvergne.

## Biographie
Il succède à son père en 1286. Mais il a déjà combattu sous la bannière de Jean Ier, duc de Brabant, remplaçant son père trop âgé dans le commandement de l'armée.
À cette époque, Jean de Flandre, alors prince-évêque de Liège de puis 1282, a compris qu'il était trop faible pour s'affronter à la puissance des Berthout, alliés aux ducs de Brabant. Il se voit forcé de renoncer momentanément à ses prétentions sur Malines.
La guerre de succession du Limbourg (1283-1288) entre le duc de Brabant et le comte Renaud Ier de Gueldre est encore engagée.
Fidèle à la cause brabançonne, Gauthier VII suit le duc Jean Ier sous les murs du château de Worringen, sur le Rhin. 
Le 5 juin 1288 a lieu la célèbre bataille de Worringen : dès le commencement de l'action, Berthout, emporté par son cheval succombe dans la mêlée sans que son corps puisse être retrouvé. Son oncle, Gilles Berthout prend immédiatement sa place de son neveu et porte noblement la bannière des Berthout.

## Filiation
Il épouse vers 1271 Alix de Guînes († après 1311), fille d’Arnoul III, comte de Guînes et d'Alice de Coucy, dont :
- Gauthier VIII († mai 1281) ;
- Jean Berthout  († 1304), seigneur de Malines, qui suit ;
- Gilles Berthout († 1310), seigneur de Malines en 1304, après son frère Jean.

## Sources
- Emmanuel Neeffs, in Biographie nationale de Belgique, t. 2, 1868, col. 325-26 (« Gauthier IV »).
- Godfried Croenen, Familie en Macht, De familie Berthout en de Brabantse Adel, Louvain: Leuven Universitaire Pers, 2003 (« Wouter VI »).
- Famille Berthout sur Généanet, par Guy Van Marcke de Lummen.
- Seigneurs de Malines (Berthout) sur le site Fondation pour la généalogie médiévale (en anglais).